# Битва слонів
Битва слонів, або слонова перемога — умовна назва битви між військами селевкідского басилевса Антіоха I та галатами. Ні місце, ні дата битви невідомі. Основний і практично єдине джерело — невеликий твір Лукіана Самосатского «Зевксис, або Антіох» (II століття н. е.), достовірність викладу подій в якому ставиться частиною сучасних істориків під сумнів. Також в Суді згадується про те, що поетом Симонідом Магнесійським було написано твір (можливо, енкомій), присвячене цій битві.

## Передумови
На початку III століття до н.е. кельтські племена вторглися на Балкани, завдали ряд поразок македонянам і грекам та розграбували святилище в Дельфах (за іншою версією, безуспішно намагалися його захопити). 278 році до н. е. частина загарбників, а саме племена толістобогіїв, тектосагів та трокмів, очолювані вождями Леоннорієм та Лутарієм, скористалися запрошенням віфінського царя Нікомеда I і переправилися в Малу Азію. Нікомед сподівався з їх допомогою впоратися зі своїм братом Зіпойтом, що розв'язав громадянську війну, а також з загрозою його державі з збоку держави Селевкідів. Однак після перемоги над Зіпойтом кельти не повернулися на Балкани, а рушили в глиб Малої Азії, плюндруючи або обкладаючи даниною всі навколишні території. Таким чином, експансія кельтських племен, також званих галатами (грец. Γαλάται), увійшла в протиріччя з інтересами Селевкідів, які претендували на володіння усією Малою Азією.

## Розстановка сил і хід битви

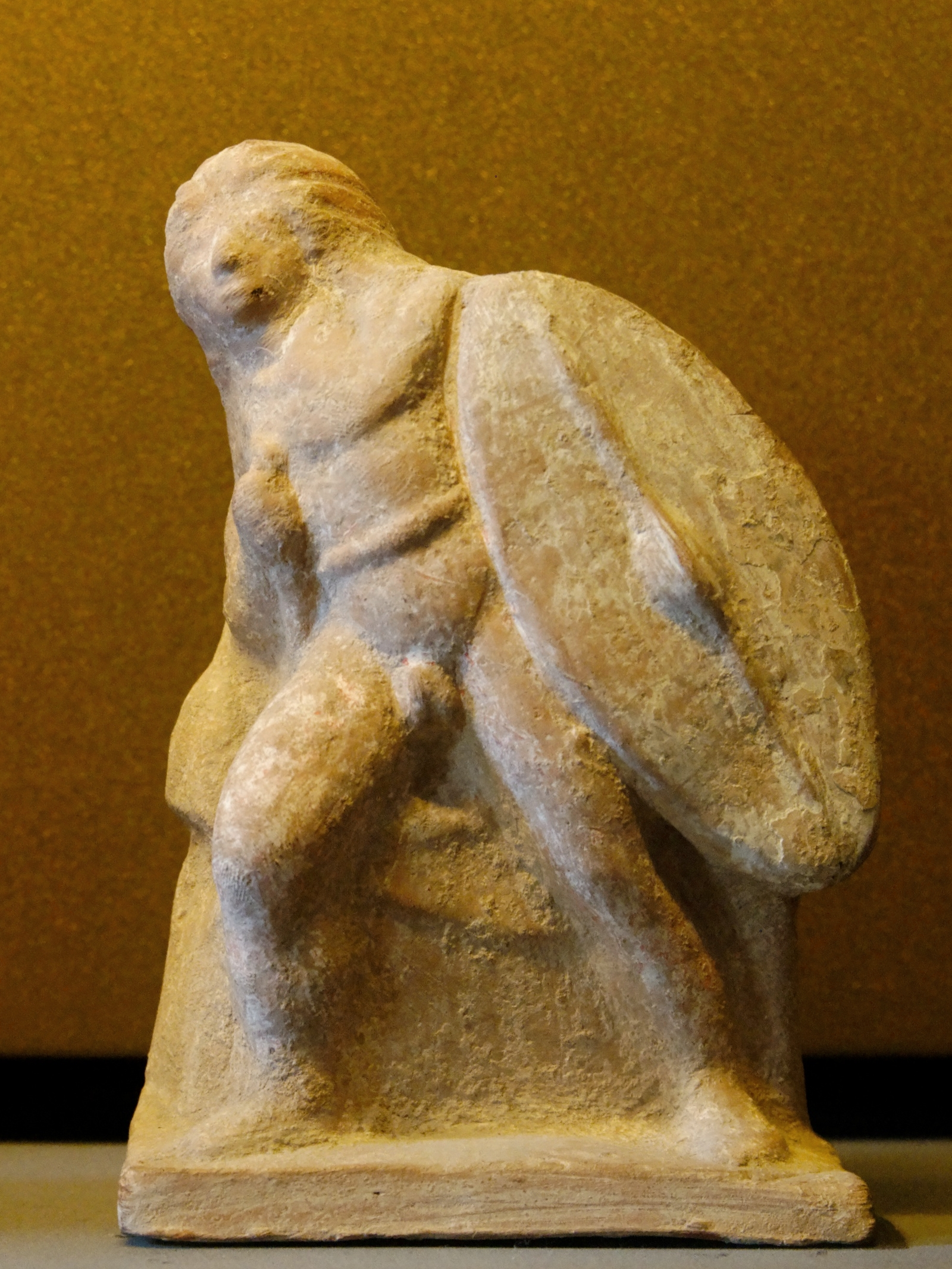
Теракотова фігурка галатського воїна
(150-100 до н. е.). Лувр

Військо Антіоха було невеликим, наспіх зібраним, більшу його частину становили легкоозброєні і стрілки. Галати утворили фалангоподібну побудову, в першому ряду якого стояли галатські воїни в мідних панцирах, а далі в глибину в двадцять чотири ряди вистроїлися гопліти. 20-тисячна кіннота розташувалася на флангах. У центрі ладу зайняли місце 80 колісниць з косами і 160 бойових колісниць з парної упряжкою. Оцінюючи співвідношення сил, Антіох вже схилявся до переговорів про мир, коли родосець Теодот переконав його зробити ставку на раптовий удар 16 бойових слонів.
Слони були заховані за ладом селевкідських військ: по 4 на кожному фланзі для боротьби з ворожої кіннотою і 8 у центрі для боротьби з важкими і легкими колісницями. Галати і їхні коні, ніколи раніше не бачили слонів, впали в паніку і, не зійшовшись з противником навіть на політ стріли, тікати. Колісниці, що втратили управління, нанесли тяжкі втрати власного війська, а слони і воїни Антіоха довершили розгром. Майже все військо галатів було знищено або схоплено у полон.
Лукіан в іншому творі повідомляє, що Антіоху напередодні битви приснився сон, ніби перед ним постав Александр Великий і велів дати перед битвою війська умовним вигуком слово «здоров'я», під цим девізом він і здобув перемогу.

## Наслідки
Лукіан повідомляє, що воїни селевкідської армії заспівали пеан і поклали на царя переможний вінок, проголошуючи його переможцем. Однак Антіох заплакав та сказав, що перемогою вони зобов'язані лише слонам.
На переможному пам'ятнику він звелів вирізати тільки зображення слона і нічого більше. Саме після цієї перемоги Антіох отримав прізвисько Сотер (грец. σωτήρ — спаситель). Незважаючи на поразку, галати змогли закріпитися в центральній частині Малої Азії. Ця область отримала назву Галатія.